# Jean Gabin
Jean Gabin (Paris, 17 de maio de 1904 — Neuilly-sur-Seine, 15 de novembro de 1976), nascido Jean-Alexis Gabin Moncorgé, foi um ator francês.
Iniciou sua carreira cinematográfica em 1931 e por mais de trinta anos foi considerado o maior ator do cinema francês.
Gabin foi a imagem perfeita para muitos filmes de mistério e policiais, nos quais interpretava tanto papéis de gângster como de policial (dando vida, por exemplo, ao comissário Maigret em filmes baseados nos romances de Georges Simenon). Interpretou frequentemente personagens afastados da sociedade. Seus papéis mais célebres deram-lhe inúmeros prêmios, como em La grande illusion de Jean Renoir (1937), La Bête humaine (filme) (1938), La Marie du port (1949), Le clan des siciliens (1969) e Le chat (1970), contracenando com outro grande nome do cinema francês, Simone Signoret.

## Filmografia selecionada

### Anos 1930-1939
- 1930: L'héritage de Lilette ou Ohé! les valises curta-metragem mudo de (Michel du Lac) - papel desconhecido
- 1930: On demande un dompteur ou Les lions curta-metragem mudo, diretor desconhecido - papel: um vagabundo
- 1930: Chacun sa chance (de Hans Steinhoff, René Pujol) - papel de Marcel Grivot, vendedor.
- 1931: Méphisto (de Henri Debain, Nick Winter) - papel de inspetor Jacques Miral.
- 1931: Paris-Beguin (de Augusto Genina) - papel de Bob, um assaltante
- 1931: Tout ça ne vaut pas l'amour (de Jacques Tourneur) - papel de Jean Cordier, negociante.
- 1931: Cœurs joyeux (de Hanns Schwarz, Max de Vaucorbeil) - papel de Charles, operador de cinema
- 1931: Gloria (de Hans Behrendt, Yvan Noé) - papel de Robert Nourry, o mecânico.
- 1932: Les gaietés de l'escadron (de Maurice Tourneur) - papel do cavaleiro Fricot.
- 1932: Cœur de lilas (de Anatole Litvak) - papel de Martousse.
- 1932: La belle marinière (de Harry Lachmann) - papel do capitão do barco
- 1932: La foule hurle (de Jean Daumery) - papel de Joé Greer, piloto de corrida.
- 1933: Pour un soir (de Jean Godard) - papel de Jean.
- 1933: L'étoile de Valencia (de Serge de Poligny) - papel de Pedro Savreda, mecânico do "Léone".
- 1933: Adieu les beaux jours (de Johannes Meyer, André Beucler) - papel de Pierre Lavernay, jovem engenheiro
- 1933: Die schönen Tage von Aranjuez - Versão alemã do filme anterior, realizada por Johannes Meyer
- 1933: Le tunnel (de Kurt Bernhardt) - papel de Mac Allan, engenheiro.
- 1933: Du haut en bas (de Georg Wilhelm Pabst) - papel de Charles Boulla, futebolista.
- 1934: Zouzou (de Marc Allégret) - papel de Jean, órfão eletricista
- 1934: Maria Chapdelaine (de Julien Duvivier) - papel de François Paradis.
- 1935: Variétés (de Nicolas Farkas)  - papel de Georges, trapezista
- 1935: Golgotha (de Julien Duvivier) - papel de Pôncio Pilatos, o governador
- 1935: La bandera (de Julien Duvivier) - papel de Pierre Gilleth, o legionário.
- 1936: La belle équipe (de Julien Duvivier) - papel de Jean, trabalhador
- 1936: Les bas-fonds (de Jean Renoir) - papel de Pépé, "Waska", assaltante.
- 1937: Pépé le Moko (de Julien Duvivier) - papel de Pépé le Moko, chefe de bando em Argel.
- 1937: La grande illusion (de Jean Renoir) - papel do tenente Maréchal.
- 1937: Le messager (de Raymond Rouleau) - papel de Nicolas Dange, vulgo Nick
- 1937: Gueule d'amour (de Jean Grémillon) - papel de Lucien Bourrache, vulgo "Gueule d'amour".
- 1938: Quai des brumes (de Marcel Carné) - papel de Jean o desertor
- 1938: La Bête humaine (filme) (de Jean Renoir) - papel de Jacques Lantier, mecânico de locomotivas.
- 1939: Le récif de corail (de Maurice Gleize)  - papel de Trott Lennard, aventureiro.
- 1939: Le jour se lève (de Marcel Carné) - papel de François, trabalhador.

### Anos 1940-1949
- 1940: Screen snapshots séries 19 numéro 6 curta-metragem de (Ralph Staub) - J. Gabin representa ele mesmo.
- 1941: Remorques (de Jean Grémillon) - papel d'André Laurent, capitão do "Cyclone".
- 1942: Moontide (de Archie Mayo) - papel de Bobo, um aventureiro
- 1944: L'imposteur (The Impostor) ou (Strange confession) (de Julien Duvivier) - papel de Clément o condenado, aliás Maurice Lafarge.
- 1946: Martin Roumagnac (de Georges Lacombe) - papel de Martin Roumagnac, empresário de construção.
- 1947: Miroir (de Raymond Lamy) - papel de Pierre Lussac, administrador
- 1949: Au-delà des grilles (Le mura di Malapaga) (de René Clément) - papel de Pierre, o passageiro clandestino.

### Anos 1950-1959
- 1950: È più facile che un camello… (Pour l'amour du ciel), de Luigi Zampa - papel de Carlo Bacchi, industrial romano.
- 1950: La Marie du port (de Marcel Carné) - papel de Henri Chatelard, rico comerçante.
- 1951: Victor (de Claude Heymann) - papel de Victor Messerand, inventor.
- 1951: La nuit est mon royaume (de Georges Lacombe) - papel de Raymond Pinsard, mecânico de locomotivas.
- 1952: Le plaisir - episódio: La maison Tellier (de Max Ophuls) - papel de Joseph Rivet, artesão
- 1952: La vérité sur Bébé Donge (de Henri Decoin) - papel de François Donge, industrial.
- 1952: La minute de vérité (de Jean Delannoy) - papel do doutor Pierre Richard.
- 1953: Leur dernière nuit (de Georges Lacombe) - papel de Pierre Ruffin, diretor da biblioteca.
- 1953: Fille dangereuse (Bufere) (de Guido Brignone) - papel de Antonio Sanna, cirurgião.
- 1953: La vierge du Rhin (de Gilles Grangier) - papel de Jacques Ledru, aliás Martin Schmidt.
- 1954: Touchez pas au grisbi (de Jacques Becker) - papel de Max o mentiroso, um criminoso.
- 1954: L'air de Paris (de Marcel Carné) - papel de Victor le Garrec, treinador de boxe.
- 1955: Napoléon (de Sacha Guitry) - papel duo marechal Lannes.
- 1955: Le port du désir (de Edmond T. Gréville) - papel do comandante Le Quevic
- 1955: French Cancan (de Jean Renoir) - papel de Henri Danglard, diretor de cabaré.
- 1955: Razzia sur la chnouf (de Henri Decoin) - papel do comissário Henri Ferré, vulgo Le Nantais.
- 1955: Chiens perdus sans collier (de Jean Delannoy) - papel do juiz Julien Lamy.
- 1955: Gas-oil (de Gilles Grangier) - papel de Jean Chappe, caminhoneiro.
- 1956: Des gens sans importance (de Henri Verneuil) - papel de Jean Viard, caminhoneiro.
- 1956: Voici le temps des assassins (de Julien Duvivier) - papel de André Châtelin, vendedor nos Halles.
- 1956: Le sang à la tête (de Gilles Grangier) - papel de François Cardinaud, armador.
- 1956: La traversée de Paris (de Claude Autant-Lara) - papel de Grandgil, pintor.
- 1956: Crime et châtiment (de Georges Lampin) - papel do comissário Gallet.
- 1957: Le cas du docteur Laurent (de Jean-Paul Le Chanois) - papel do doutor Laurent.
- 1957: Le rouge est mis (de Gilles Grangier) - papel de Louis Bertain, vulgo "Le Blond", garagista.
- 1958: Les misérables (de Jean-Paul Le Chanois) - papel de Jean Valjean, prisioneiro foragido.
- 1958: Maigret tend un piège (de Jean Delannoy) - papel do comissário Jules Maigret.
- 1958: En cas de malheur (de Claude Autant-Lara) - papel de André Gobillot, advogado
- 1958: Le désordre et la nuit (de Gilles Grangier) - papel do inspetor Georges Vallois.
- 1958: Les grandes familles (de Denys de La Patellière) - papel de Noël Schoulder, banqueiro.
- 1959: Archimède le clochard (de Gilles Grangier) - papel de Joseph, Hugues, Guillaume Boutier-Blainville, vulgo: Archimède.
- 1959: Maigret et l'affaire Saint-Fiacre (de Jean Delannoy) - papel do comissário Jules Maigret.
- 1959: Rue des Prairies (de Denys de La Patellière) - papel de Henri Neveux, trabalhador parisiense.
- 1959: Le baron de l'écluse (de Jean Delannoy) - papel do barão Jérôme, Napoléon Antoine, aventureiro.

### Anos 1960-1969
- 1960: Les vieux de la vieille (de Gilles Grangier) - papel de Jean-Marie Pejat, mecânico de bicicletas.
- 1960: Le président (de Henri Verneuil) - papel de Émile Beaufort, antigo presidente.
- 1961: Le cave se rebiffe (de Gilles Grangier) - papel de Ferdinand Maréchal, vulgo "Le Dab"
- 1962: Un singe en hiver (de Henri Verneuil) - papel de Albert Quentin, hoteleiro.
- 1962: Le gentleman d'Epsom também lançado sob o título Les grands seigneurs (de Gilles Grangier) - papel de Richard Briand-Charmery, vulgo "Le Commandant".
- 1963: Mélodie en sous-sol (de Henri Verneuil) - papel de Charles, velho bandido.
- 1963: Maigret voit rouge (de Gilles Grangier) - papel do comissário Jules Maigret.
- 1964: Monsieur (de Jean-Paul Le Chanois) - papel de René Duchesne, o banqueiro, vulgo "Monsieur".
- 1964: L'âge ingrat (de Gilles Grangier) - papel de Émile Malhouin, contramestre.
- 1965: Le tonnerre de Dieu (de Denys de La Patellière) - papel de Léandre Brassac, veterinário.
- 1965: Du rififi à Paname (de Denys de La Patellière) - papel de Paul Berger, vulgo "Paulo les diams".
- 1966: Le jardinier d'Argenteuil (de Jean-Paul Le Chanois) - papel de Monsieur Martin, vulgo "Père Tulipe" falsificador de dinheiro.
- 1967: Le soleil des voyous (de Jean Delannoy) - papel de Denis Ferrand, ex-bandido.
- 1968: Le pacha (de Georges Lautner) - papel do comissário Joss, da polícia judiciária
- 1968: Le tatoué (de Denys de La Patellière) - papel do conde Enguerrand de Montignac, vulgo Legrain.
- 1969: Sous le signe du taureau (de Gilles Grangier) - papel de Albert Raynal, inventor.
- 1969: Le clan des Siciliens (de Henri Verneuil) - papel de Vittorio Manalèse, bandido.
- [196: La Horse (de Pierre Granier-Deferre) - papel de Auguste Maroilleur, o patriarca.

### Anos 1970-1979
- 1970: Le chat (de Pierre Granier-Deferre) - papel de Julien Bouin, antigo tipógrafo.
- 1970: Peau d'ane (De Jacques Demy) - papel do Rei
- 1971: Le drapeau noir flotte sur la marmite (de Michel Audiard) - papel de Victor Ploubaz, aventureiro.
- 1971: Le tueur (de Denys de La Patellière) - papel do comissário Le Guen.
- 1973: L'affaire Dominici (de Claude Bernard-Aubert) - papel de Gaston Dominici, o patriarca.
- 1973: Deux hommes dans la ville (de José Giovanni) - papel de Germain Cazeneuve, educador.
- 1974: Verdict (de André Cayatte) - papel de Leguen, presidente do tribunal.
- 1976: L'année sainte (de Jean Girault) - papel de Max Lambert, o velho bandido.

### Anos 1980-1989
- 1987: Intervista (de Federico Fellini) - papel do general fascista na estação